# Unfabulous
Unfabulous was een Amerikaanse sitcom op Nickelodeon in TeenNick. De serie kwam in 2007 in Nederland op Nickelodeon en kwam in 2016 terug in het Nederlands nagesynchroniseerd.

## Inhoud en geschiedenis
Het programma gaat over een "unfabulous" student, gespeeld door Emma Roberts. De show debuteerde op 12 september 2004 en was gedurende drie jaar een van de bestbekeken programma's in zijn soort, kinderen tussen 9-14. Het programma werd bedacht door Sue Rose, bekend van Pepper Ann en Angela Anaconda.

## Rolverdeling

### Hoofdrollen
- Emma Roberts als Addie Singer
- Malese Jow als Geena Fabiano
- Jordan Calloway als Zach Carter-Schwartz
- Tadhg Kelly als Ben Singer, Addie's oudere broer
- Molly Hagan als Sue Singer, Addie's moeder
- Markus Flanagan als Jeff Singer, Addie's vader
- Emma Degerstedt als Maris[2]
- Chelsea Tavares als Cranberry[2]

### Terugkerende spelers
- Dustin Ingram als Duane Oglivy
- Mary Lou als Mary Ferry
- Raja Fenske als Jake Behari
- Bianca Collins als Patti Perez
- Sarah Hester als Jen
- Harry Perry III als Manager Mike
- Mildred Dumas als Rector Brandywine
- Evan Palmer als Randy Klein
- Sean Whalen als Coach Pearson
- Brandon Smith als Mario
- Miracle Vincent als Ellie
- Shawn McGill als Freddy
- Carter Jenkins als Eli Pataki
- Shanica Knowles als Vanessa
- Shawn McGill als Freddy